# 문태혁
문태혁(한국 한자: 文泰赫, 1983년 3월 31일 ~ )은 대한민국의 전 축구 선수이며, 포지션은 공격수였다.